# Смит, Адам (футболист)
А́дам Джеймс Смит (англ. Adam James Smith; родился 29 апреля 1991, Лейтонстон, Лондон) — английский футболист, правый защитник клуба «Борнмут».
Воспитанник академии «Тоттенхэм Хотспур». Выступал за юношеские и молодёжные сборные Англии.

## Клубная карьера
Адам Смит является воспитанником юношеской академии лондонского клуба «Тоттенхэм Хотспур».
В августе 2009 года Смит отправился в месячную аренду в клуб «Уиком Уондерерс». 8 августа он дебютировал за клуб в лиге, выйдя на поле в матче против «Чарльтон Атлетик».
В ноябре 2009 года Адам был арендован «Торки Юнайтед» до января 2010 года.
В сентябре 2010 года Смит отправился в аренду в «Борнмут». Дебютировал за клуб 25 сентября в матче против «Карлайл Юнайтед», заработав в этой игре пенальти. Матч завершился победой «вишен» со счётом 2:0. 2 октября Смит был удалён в матче на «Сент-Мэрис» против «Саутгемптона». 1 апреля 2011 года Адам забил свой первый гол за «Борнмут», на 93-й минуте сравняв счёт в матче против «Питерборо Юнайтед», который завершился вничью 3:3.
В августе 2011 года отправился в сезонную аренду в «Милтон-Кинс Донс». 5 ноября того же года забил первый гол за «Милтон Кинс» в игре против «Рочдейла», точно пробив с расстояния 35 ярдов. В январе 2012 года был отозван «Тоттенхэмом» из аренды.
31 января 2012 года Смит перешёл в «Лидс Юнайтед» на правах аренды до окончания сезона. 4 февраля Адам дебютировал за клуб в матче против «Бристоль Сити». 27 февраля «Тоттенхэм» отозвал Смита из аренды в связи с травмой Кайла Уокера. 13 мая 2012 года Адам дебютировал в Премьер-лиге в матче между «Тоттенхэмом» и «Фулхэмом», выйдя на замену Юнесу Кабулу.
1 ноября 2012 года Смит отправился в аренду в лондонский клуб «Миллуолл» сроком на три месяца. 31 января 2013 года «Миллуолл» продлил аренду Смита до окончания сезона.
29 июля 2013 года Смит перешёл в «Дерби Каунти» на правах аренды до окончания сезона.
6 августа он дебютировал за клуб в матче первого раунда Кубка Футбольной лиги против «Олдем Атлетик». 30 ноября 2013 года «Тоттенхэм» отозвал Смита из аренды.
28 января 2014 года Адам Смит перешёл в «Борнмут» на постоянной основе, подписав с клубом контракт сроком на три с половиной года. 19 декабря 2015 года забил свой первый гол за клуб в игре против «Вест Бромвич Альбион», в которой он также был признан «игроком матча». 25 июля 2017 года подписал новый четырёхлетний контракт с «Борнмутом».

## Карьера в сборной
Адам Смит выступал за юношеские и молодёжные национальные сборные Англии, включая сборную до 16, до 17, до 19, до 20 и до 21 года.

## Статистика выступлений

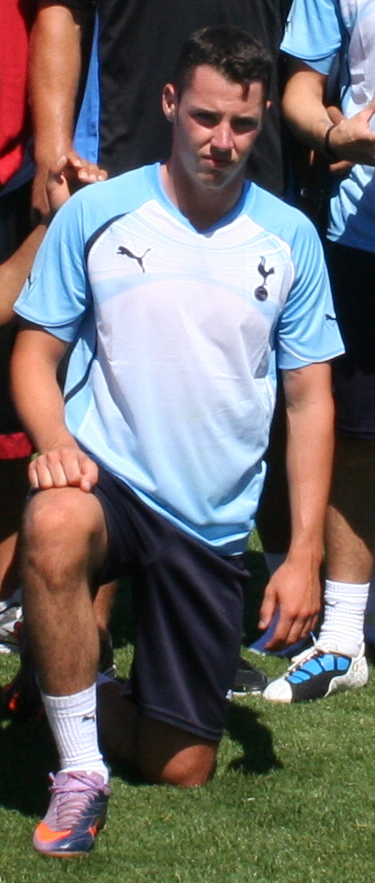
Смит в 2010 году

| Клуб                      | Сезон            | Лига             | Лига | Лига | Кубок Англии | Кубок Англии | Кубок лиги | Кубок лиги | Прочие | Прочие | Итого | Итого |
| Клуб                      | Сезон            | Дивизион         | Игры | Голы | Игры         | Голы         | Игры       | Голы       | Игры   | Голы   | Игры  | Голы  |
| ------------------------- | ---------------- | ---------------- | ---- | ---- | ------------ | ------------ | ---------- | ---------- | ------ | ------ | ----- | ----- |
| Тоттенхэм Хотспур         | 2009/10          | Премьер-лига     | 0    | 0    | 0            | 0            | 0          | 0          | 0      | 0      | 0     | 0     |
| Тоттенхэм Хотспур         | 2010/11          | Премьер-лига     | 0    | 0    | 0            | 0            | 0          | 0          | 0      | 0      | 0     | 0     |
| Тоттенхэм Хотспур         | 2011/12          | Премьер-лига     | 1    | 0    | 0            | 0            | 0          | 0          | 0      | 0      | 1     | 0     |
| Тоттенхэм Хотспур         | 2012/13          | Премьер-лига     | 0    | 0    | 0            | 0            | 1          | 0          | 0      | 0      | 1     | 0     |
| Тоттенхэм Хотспур         | 2013/14          | Премьер-лига     | 0    | 0    | 0            | 0            | 0          | 0          | 0      | 0      | 0     | 0     |
| Тоттенхэм Хотспур         | Итого            | Итого            | 1    | 0    | 0            | 0            | 1          | 0          | 0      | 0      | 2     | 0     |
| Уиком Уондерерс (аренда)  | 2009/10          | Лига один        | 3    | 0    | 0            | 0            | 0          | 0          | 1      | 0      | 4     | 0     |
| Торки Юнайтед (аренда)    | 2009/10          | Лига два         | 16   | 0    | 2            | 0            | 0          | 0          | 0      | 0      | 18    | 0     |
| Борнмут (аренда)          | 2010/11          | Лига один        | 38   | 1    | 2            | 0            | 0          | 0          | 2      | 0      | 42    | 1     |
| Милтон-Кинс Донс (аренда) | 2011/12          | Лига один        | 17   | 2    | 3            | 0            | 1          | 0          | 1      | 0      | 22    | 2     |
| Лидс Юнайтед (аренда)     | 2011/12          | Чемпионшип       | 3    | 0    | 0            | 0            | 0          | 0          | 0      | 0      | 3     | 0     |
| Миллуолл (аренда)         | 2012/13          | Чемпионшип       | 25   | 1    | 3            | 0            | 0          | 0          | 0      | 0      | 28    | 1     |
| Дерби Каунти (аренда)     | 2013/14          | Чемпионшип       | 8    | 0    | 0            | 0            | 2          | 0          | 0      | 0      | 10    | 0     |
| Борнмут                   | 2013/14          | Чемпионшип       | 5    | 0    | 0            | 0            | 0          | 0          | 0      | 0      | 5     | 0     |
| Борнмут                   | 2014/15          | Чемпионшип       | 29   | 0    | 2            | 0            | 5          | 0          | 0      | 0      | 36    | 0     |
| Борнмут                   | 2015/16          | Премьер-лига     | 31   | 2    | 2            | 0            | 3          | 0          | 0      | 0      | 36    | 2     |
| Борнмут                   | 2016/17          | Премьер-лига     | 36   | 1    | 0            | 0            | 0          | 0          | 0      | 0      | 36    | 1     |
| Борнмут                   | Итого            | Итого            | 101  | 3    | 4            | 0            | 8          | 0          | 0      | 0      | 113   | 3     |
| Итого за карьеру          | Итого за карьеру | Итого за карьеру | 212  | 7    | 14           | 0            | 12         | 0          | 4      | 0      | 242   | 7     |

## Достижения
Борнмут
- Победитель Чемпионшипа: 2014/15